# Slovenská kultura

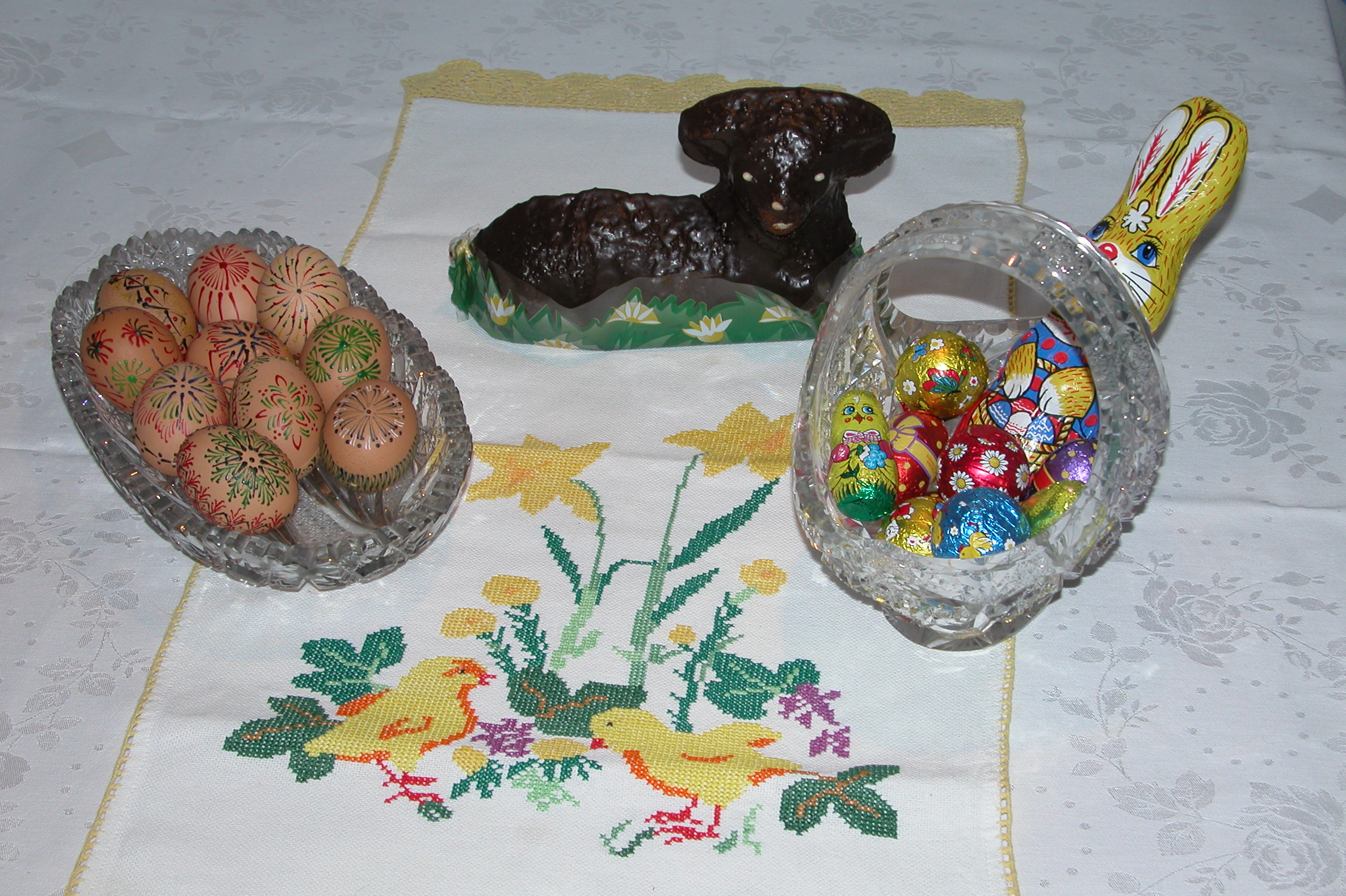
Slovenské velikonoční symboly

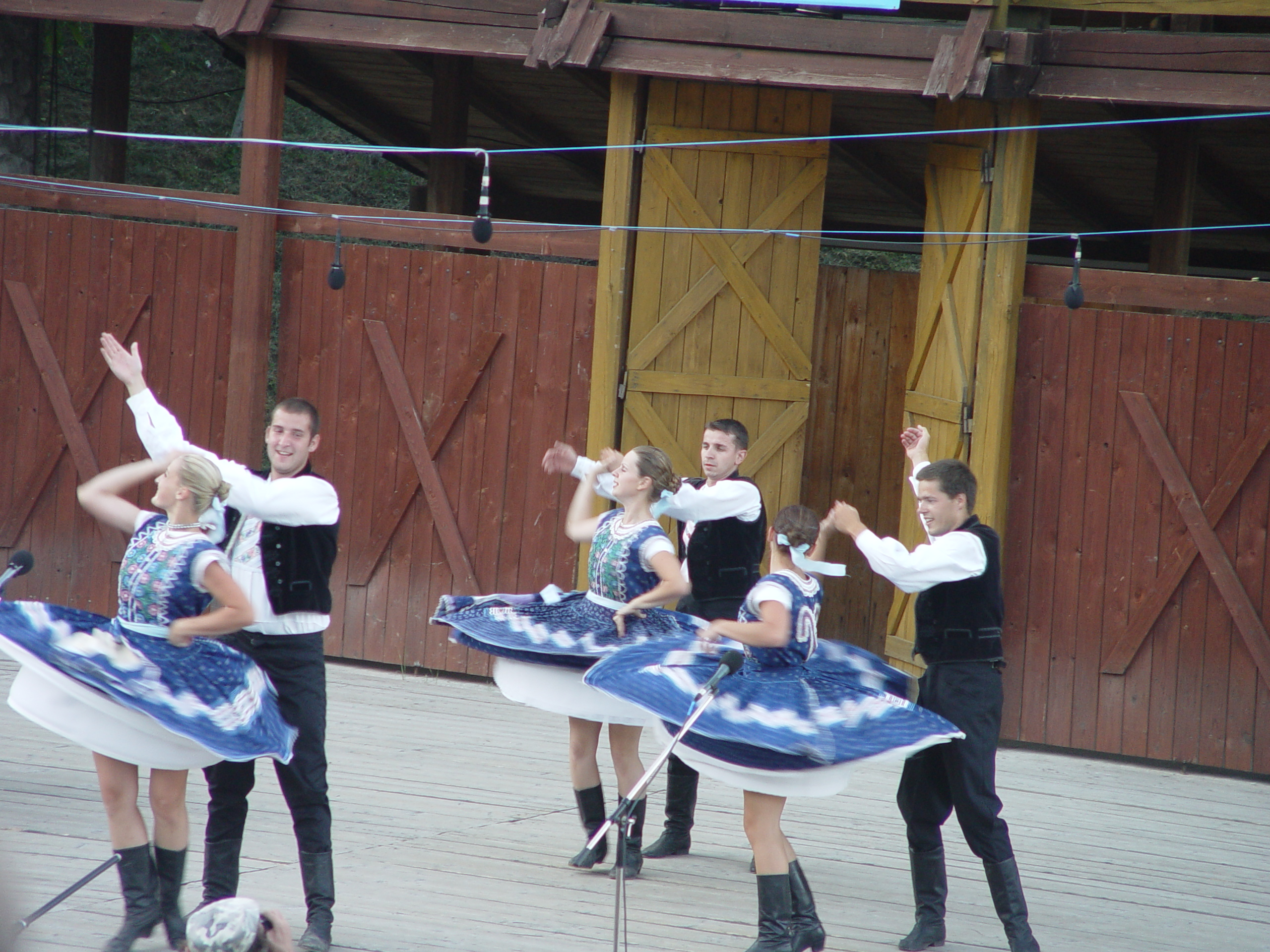
Slovenský lidový tanec

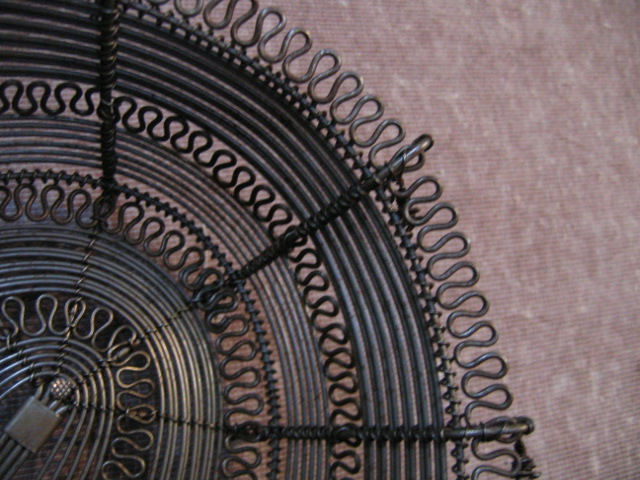
Ukázka slovenské manufakturní výroby – drátenictví

Slovenská kultura je složka evropské kultury respektive euroamerické kultury, specificky slovenský způsob proměny zla na dobro, ošklivého na krásu především Slováky na Slovensku v podmínkách intenzívní interakce s ostatními středoevropskými národními kulturami, hlavně českou kulturou, moravskou kulturou, maďarskou kulturou, rakouskou kulturou, polskou kulturou, německou kulturou a ukrajinskou kulturou. Významný podíl na slovenské kultuře má i židovská kultura.
V každé zemi se nacházejí památky z minulosti tvořící součást její historie a dokumentující, mimo jiné, také mistrovství a zručnost jejích obyvatel. Na Slovensku se nalézá mnoho hradů, zámků, kostelů a dalších kulturních památek. Krom toho zde existuje i množství lidových kulturních tradic a zvyků, které se v současnosti obvykle používají jako vědomosti, zručnosti, materiální i duchovní produkty lidské existence a systematické činnosti. Jde o lidové kulturní dědictví, které se neustále dědí z generace na generaci buďto ústně nebo i praktickým prováděním. Součástí lidové kultury jsou hmotné i nehmotné prvky: lidová hudba, lidové písně, zvyky, lidové tance a další duchovní výtvory označované jako folklór a lidová slovesnost, které přetrvávají také díky různým folklórním skupinám.
Kulturní památky jako hrad Devín, Národný cintorín v Martine, Katedrála svaté Alžběty a podobně, které tvoří důležitou součást celého slovenského kulturního dědictví, nesou označení národní kulturní památka a stát jim věnuje zvýšenou pozornost. Na Slovensku se nalézají také památky, které jsou zařazeny do Seznamu světového kulturního dědictví. Podle Smlouvy o ochraně světového kulturního a přírodního dědictví UNESCO, přijaté v roce 1972 v Paříži, patří od roku 1993 do tohoto seznamu tři místa na Slovensku – historické město Banská Štiavnica a technické památky v jejím okolí, památková rezervace lidové architektury Vlkolínec a Spišský hrad s okolními památkami (Spišské Podhradie, Spišská Kapitula a Kostel sv. Ducha v Žehře).